# Мати Божа Гваделупська
Ма́ти Бо́жа Гваделу́пська (ісп. Nuestra Señora de Guadalupe) — образ Богородиці. Свята покровителька Мексики, найшанованіша святиня Латинської Америки. В католицькій церкві образ шанують як нерукотворний. День свята — 12 грудня (національне свято Мексики).

## Ім'я
За легендою, Богородиця під час з'явлення говорила ацтекською мовою науатль і сама назвала себе — Діва Марія Гваделупська. Існує декілька версій, чому саме така назва:
- Назва походить від іспанської Діви Марії Гваделупської (Virgen de Guadalupe). Статуя Богородиці знаходиться в муніципалітеті Гуадалупе і є покровителькою автономного співтовариства Естремадура. Христофор Колумб після свого першого плавання (1492—1493) дякував Богородиці Гваделупській за відкриття. Ернан Кортес був родом з Естремадури.
- Слово Guadalupe [ɡwaðaˈlupe] — це спотворене іспанцями ацтекське слово Coatlaxopeuh («та, що розчавлює змія»).[1]
- Слово Guadalupe [ɡwaðaˈlupe] — це спотворене іспанцями ацтекське слово Tequatlanopeuh («та, якої походження є на вершині скелястих гір»).[2]
- Слово Guadalupe [ɡwaðaˈlupe] — це спотворене іспанцями ацтекське слово Tequantlaxopeuh («та, яка виганяє того, хто нас пожирає»).[2]

## Символізм образу[3]

Nahui Ollin (Квітка Сонця) — найважливіший символ на іконі.

Для корінних жителів Месоамерики ікона Діви Марії Гваделупської не просто образ. Це поєднання ацтекських символів, що формують послання, або розповідають про певні події на зразок месоамериканських кодексів.
Обличчя Марії має риси метиської жінки (метиси — нащадки від змішаних шлюбів європеоїдів та індіанців). Довге незбиране волосся спадає донизу, що для ацтеків було ознакою дівочості. Богородиця переперезана вище талії чорною стрічкою — вказує на те, що вона вагітна. Два кінці стрічки трапецієвидної форми, що звисають донизу — символ того, що на зміну старого приходить нове. Марія закриває собою Сонце — вона сильніша та важливіша за Уїцилопочтлі (верховний бог в міфології ацтеків, бог війни та Сонця, покровитель Теночтітлана). Разом з тим, Богородиця тримає долоні як при молитві, отже вона не є Бог. Руки Діви Марії мають невеликі відмінності: права — світліша, а ліва — темніша. Церква вважає це символом єдності між расами. Богородиця стоїть в центрі місяця — вона покровителька Мексики (за версією відомого перекладача з науатль Мігеля Леон-Портілья (Miguel León-Portilla) слово Mexico означає «в середині місяця» і походить від ацтекських слів Me-tztli («Місяць»), Xi-ctli («середина, пуп») та Co («в»)). Блакитна накидка та рожева туніка — символи неба і землі. Ангел тримає їх руками — символ об'єднання неба і землі; вказує на те, що дане об'явлення прийшло з небес на землю через ангела. Ангел — символ ацтекського воїна-орла, що своєю чергою вказує на Хуана Дієго Куаухтлатоатцина (Cuauhtlatoatzin означає «орел, який говорить» або «той, що говорить як орел»). Положення його голови та широко розплющені очі вказують на те, що він готовий уважно сприймати все, що бачить і чує. Крила мають багатокольорове забарвлення, що схоже на забарвлення птаха Tzinizcan. За легендою, саме ці птахи співали, коли з'явилася Богородиця.
На туніці, навпроти лона Діви Марії розташована чотирьох пелюсткова квітка Науі Оллін (Nahui Ollin). Це найважливіший символ на іконі. В культурі науатль Nahui Ollin (квітка Сонця) означає фундаментальні речі — центр всесвіту, рух, повнота життя, життєдайна енергія Сонця, чотири сторони світу. Символ вказує — Діва Марія носить в своєму лоні того, хто дає життя іншим, Бога. На туніці також зображена восьми пелюсткова квітка — символ з'єднання Венери з Сонцем (для ацтеків ця подія означала повноту і поєднання божественних символів Сонця (бог Тонатіу, риси якого пізніше увібрав Уїцилопочтлі) та Венери (бог Кетцалькоа́тль)).
12 грудня (22 грудня — після впровадження григоріанського календаря) було зимове сонцестояння (відродження Сонця, перемога світла над темрявою). Саме в цей день з'явився образ на плащі. Зірки на плащі Діви Марії утворюють сузір'я, а їх розташування відповідає зимовому небу Мексики 12 грудня 1531 року в 10.40 ранку (час зимового сонцестояння; на думку д-ра Homero Hernández Illescas саме в цей час Хуан Дієґо розгорнув свій плащ перед єпископом і на ньому з'явився образ). Візерунки на туніці Діви Марії відповідають рельєфу Мексики. Дослідження проводилися в період з 1981 по 1995 рр. Вчені — спеціаліст із науатль Маріо Рохас Санчес (Mario Rojas Sánchez) та астроном, д-р Меро Ернандес Ілескар (Homero Hernández Illescas) разом із колегами з Франції.
Особливу увагу привертають сузір'я, що припадають на центр ікони. Північна корона «увінчує» голову Діви Марії — Богородиця є Цариця Неба і Землі. Діва (район серця та долонь) — вказує на дівочість Богородиці. Лев, що розташований навпроти лона Богородиці та його найяскравіша зірка Ре́гул (лат. Rēgulus — «принц» або «маленький король») — Діва Марія носить в своєму лоні «маленького короля» Ісуса Христа («Лев, що з племени Юдиного, корень Давидів…» (Од. 5,5)).

## Письмові джерела[8]

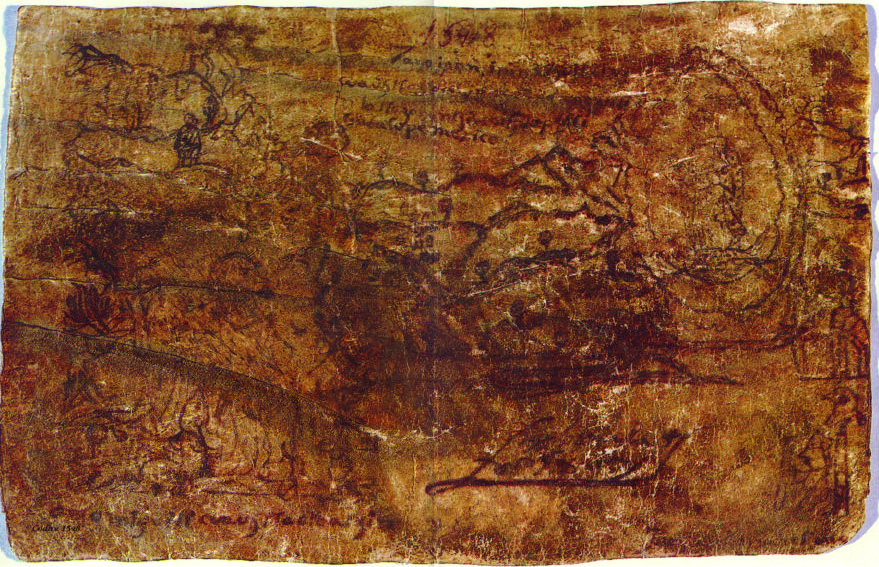
Кодекс 1548 (Códice 1548)

Серед скептиків є поширеним твердження, що не існує достатньої письмової доказової бази про перші сто років вшанування Діви Марії Гваделупської та реального існування Хуана Дієґо (так зване «столітнє мовчання»). Хоча, протягом XX та початку XXI століть інформаційний вакуум був істотно заповнений стараннями багатьох дослідників (E. J. Burrus, G. Grijales, Héctor Rogel H., E. Chávez Sánchez, R. Navarro de Anda, Ernesto de la Torre Villar та інші). Важливу роль у відкритті та каталогізації нових джерел також відіграє Instituto Superior de Estudios Guadalupanos (ISEG). Всі письмові джерела, залежно від того, в якому культурному середовищі вони були створені, поділяються на три групи:
- індіанські (корінні) (Nican Mopohua, Anales de Chimalpahin, Anales de Puebla y Tlaxcala, Anales Coloniales de Tlatelolco y México, Anales de Tlatelolco y México, Añalejo de Bartolache, Tira de Tepechpan, Testamento de Cuauhtitlan 1559, «Teponaxcuícatl» або «Cantar del Atabal» та інші).

- індіансько-європейські (метиські) (Códice 1548[en] або Códice Escalada, Nican Motecpana, Códice Florentino (автор Fr. Bernardino de Sahagún), Mapa de Fernando de Alva Ixtlilxóchitl, Testamento de Francisco Verdugo Quetzalmamalitzin та інші).

- європейські (передусім, іспанські) (Testamento de Bartolomé López, El testimonio de Díaz de Castillo, El mapa de Uppsala (1556—1562), Testimonio del pirata inglés Miles Philips. 1568, Actas de Cabildo. 1568 y 1569, Pretensiones de los jerónimos de Extremadura, en España та інші).

Особливу увагу привертають Códice 1548 та Nican Mopohua:

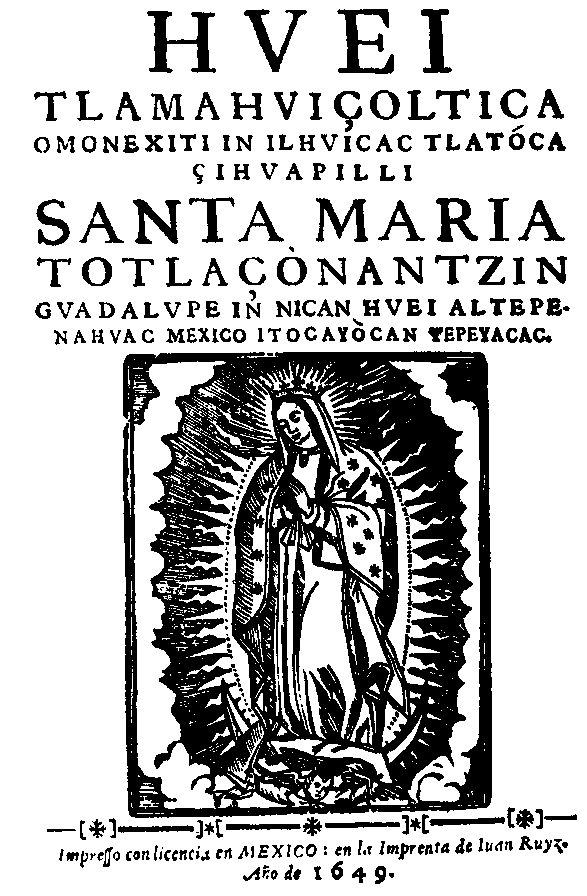
Книга «Huei tlamahuiçoltica», 1649 рік.

- У 1995 році історик, єзуїт Xavier Escalada S.J. в одній з приватних колекцій знайшов манускрипт, підписаний Антоніо Валеріано (Antonio Valeriano) та Бернардіно де Саагу́н. Знахідка являє собою лист пергаменту розміром 200 × 133 мм і датується XVI ст. (ймовірно, 1550—1570 рр.). Документ отримав назву (ісп.) Códice 1548 або Códice Escalada (1548 — це дата смерті Хуана Дієґо, яка розташована в верхній частині документа). Кодекс, в ілюстрованій формі, розповідає про Хуана Дієґо та об'явлення Діви Марії Гваделупської. З часу знайдення, ведуться дискусії стосовно автентичності документу. Хоча, були проведені відповідні дослідження. Американській академік, антрополог, лінгвіст, д-р Ch. E. Dibble[en], вчені Інституту фізики Національного Автономного Університету Мексики (El Instituto de Física de la UNAM) та експерти Банку Мексики підтвердили датування кодексу XVI ст. та справжність підписів Антоніо Валеріано та Бернардіно де Саагу́на.[10]

- Nican Mopohua — одне з найважливіших письмових джерел. 1649 року в Мехіко католицький священик Luis Lasso de la Vega[en] надрукував мовою науатль книгу Huei tlamahuiçoltica[en] (назва походить від перших слів, «Велике чудо» або «Велика подія»). Вона складається з вступу, двох частин (Nican Mopohua (розповідається про історію об'явлення), Nican Motecpana (про чуда, які мали місце)) та висновку. Аналіз документа показав, що автор написав лише вступ та висновок, а основна частина — це твори більш раннього періоду, що належать Antonio Valeriano та Фернандо де Альва Іштлільшочитлю відповідно. Мексиканські вчені Edmundo O'Gorman та Miguel León Portilla вважають, що Antonio Valeriano написав Nican Mopohua у 1556 році.[11]

## Історія

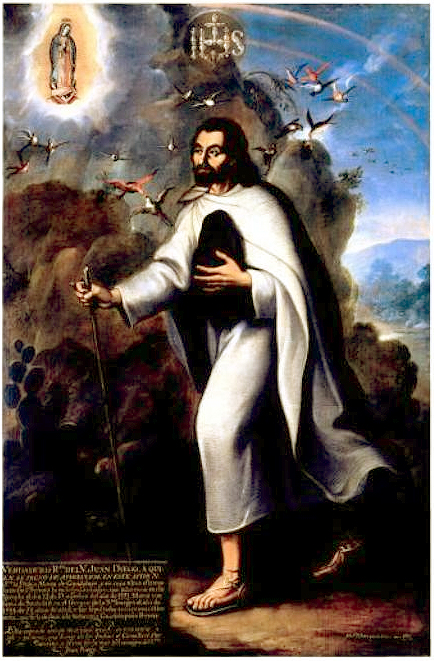
Об'явлення Діви Марії Хуану Дієґо (Міґель Кабрера, 1752 рік)

Згідно з переказами, які записані в Nican Mopohua, Богородиця з 9 по 12 грудня 1531 року чотири рази являлася селянинові-індіанцеві Хуану Дієґо Куаухтлатоатцину (Juan Diego Cuauhtlatoatzin).
Перше з'явлення відбулося рано вранці в суботу 9 грудня 1531 року, коли Хуан Дієґо прямував зі свого селища до Мехіко. На пагорбі Тепейяк, біля руїн язичницького храму, несподівано засяяло яскраве світло і перед ним з'явилася прекрасна смуглява чорноволоса дівчина. На вигляд їй було приблизно 15 років. Вона мала дивне, блискуче вбрання — блакитну накидку із золотими зірками та рожеву туніку, що була переперезана чорною стрічкою. Молода жінка веліла Хуану передати християнському священикові такі слова: «Я — Діва Марія, Мати Істинного Бога, що дає і зберігає життя. На цьому місці треба побудувати храм, де твій народ і всі люди, які щиро просять мене про допомогу у своїх бідах і турботах, отримають її.»
Селянин вирушив до францисканського єпископа Хуана де Сумарраґа (Juan de Zumárraga). Той прийняв його, але не повірив у розповідь. Повертаючись ввечері того самого дня додому, Дієґо вдруге побачив на пагорбі Богородицю. Він повідомив її, що єпископ не повірив. Тоді Богородиця веліла селянинові наступного дня знову вирушити до єпископа і повторити прохання, підкресливши, що цього бажає Пресвята Діва Марія, мати Господа.

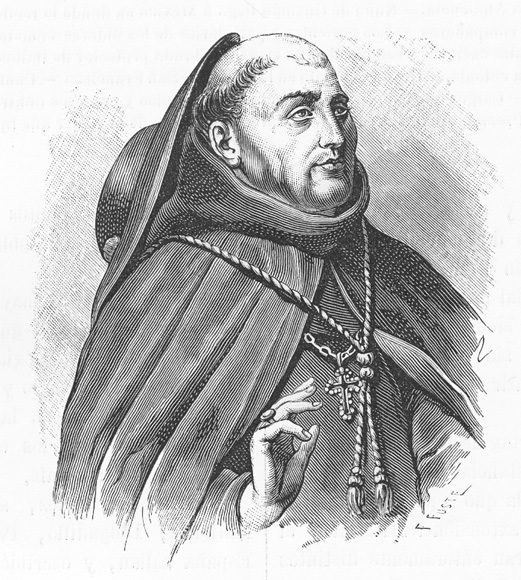
Хуан де Сумарраґа

У неділю Хуан Дієґо вирушив спочатку до церкви, а вже потім до єпископа. Сумарраґа знову засумнівався і попросив Дієґо передати Богородиці, що йому потрібен який-небудь доказ. На пагорбі знову стояла Богородиця, немовби чекаючи Хуана, і попросила прийти сюди ж завтра, аби отримати «знак» для єпископа.
Але в понеділок сильно занедужав його дядько Бернадіно. Хуан Дієґо не зміг прийти на пагорб, оскільки цілий день доглядав за хворим родичем. Попри всі зусилля, стан хворого лише гіршав. Відчуваючи свою близьку смерть, Бернадіно попросив покликати йому священика.
У вівторок 12 грудня, ще затемна, Хуан Дієґо вирушив до Мехіко по священика. Розуміючи, що на пагорбі він може зустріти Богородицю і не встигнути доки живий Бернадіно, Хуан вирушив повз пагорб, але все одно зустрів Діву Марію. Вона заспокоїла селянина, сказавши, що не варто поспішати, оскільки хворий вже одужав. Краще піти на вершину пагорба і забрати звідти докази для єпископа. Коли Дієґо піднявся на пагорб, він побачив, що безплідна донині вершина, попри зимовий час, була заповнена квітучими трояндами. Хуан зрізав декілька з них, а Богородиця допомогла загорнути їх в його плащ (tilma). На прийомі у єпископа селянин розгорнув плащ і троянди посипалися на підлогу. Усі присутні впали на коліна, оскільки побачили на плащі дивовижне зображення Богородиці.
Наступного дня Хуан Дієґо показав єпископу місце об'явлення та повернувся додому. Абсолютно здоровий Бернадіно повідав йому, що вчора зранку він теж бачив об'явлення Богородиці. Діва Марія мала такий самий вигляд, як на плащі і саме вона його зцілила. Також, Богородиця бажала, щоб її образ називали «Свята Діва Марія Гваделупська».

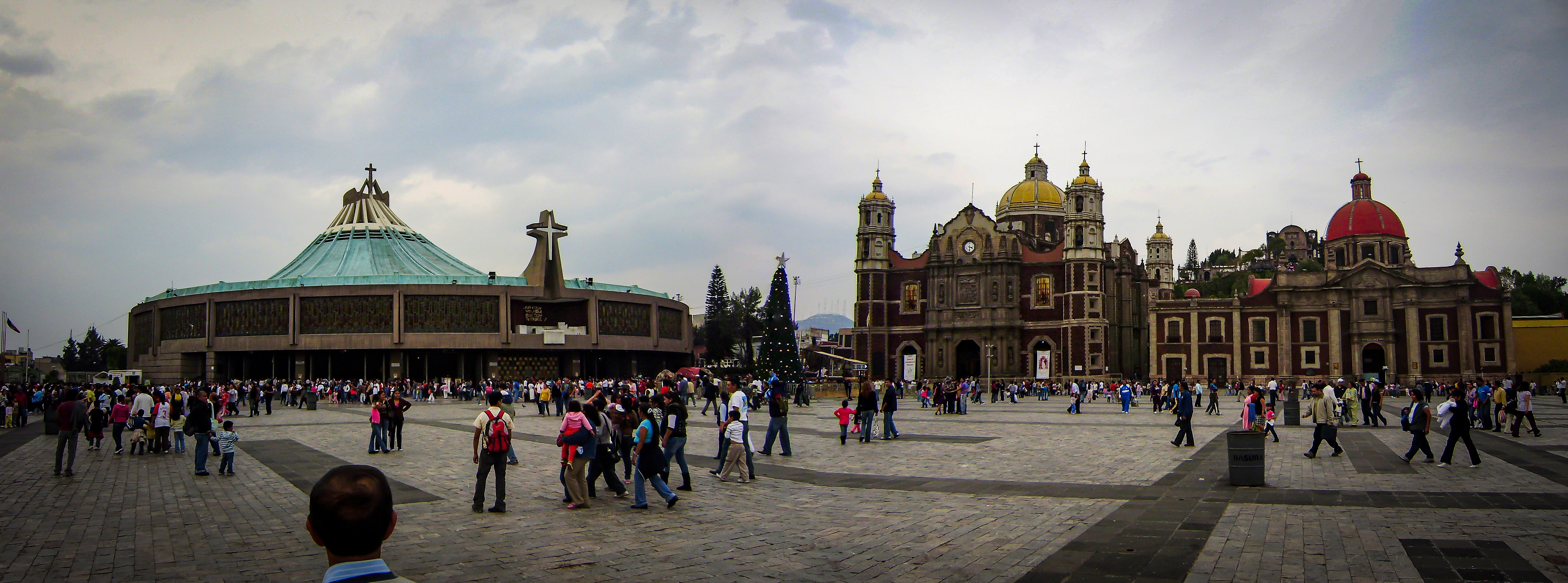
Базиліка Діви Марії Гваделупської (нова базиліка — ліворуч, стара базиліка — по центру).

На пагорбі було збудовано храм на честь Діви Марії Гваделупської, куди стали стікатися тисячі прочан з усієї Америки. Після цих подій язичники-ацтеки стали масово хреститися. Чернець Торібіо де Бенавенте у своїй праці «Історія індіанців Нової Іспанії» (Historia de los Indios de la Nueva España) написав, що впродовж чотирьох днів чотирнадцять із половиною тисяч чоловік прибули до його місії і їх було охрещено. У 1532—1538 рр. вісім мільйонів індіанців прийняли християнство. Лише за декілька років після з'явлення Матері Божої відбулася християнізація всієї Мексики. Це стало початком євангелізації всієї Латинської Америки.
У 1974 році була освячена нова базиліка на честь Матері Божої Гвадалупської. Церква може вмістити 40 тисяч віруючих і є однією з найбільших у світі.
Нині святиня є однією з найбільш відвідуваних у католицькому світі — щорічно до неї здійснюють прощу близько 14 мільйонів людей. За традицією, прийти поклонитися Діві Марії треба пішки, причому останні 100 метрів — з молитвою на колінах. Особливо велелюдно з 9 по 12 грудня, коли мексиканці святкують День Святої Діви Марії. Так, у грудні 2009 року до Мехіко прибуло рекордні 6,1 мільйона прочан.

## Наукові дослідження

Книга «Американське Диво» («Maravilla Americana»), 1756 рік.

1666 року було вперше науково досліджено образ Діви Марії (Informaciones Jurídicas de 1666). У 1751—1752 рр. видатний художник Міґель Кабрера (Miguel Cabrera) разом із шістьома іншими митцями досліджували образ. 1756 року всі спостереження було викладено в доповіді «Американське Диво» (Maravilla Americana). Митці звернули увагу на речі, вже відзначені 1666 р. та згодом досліджені у XX ст. (добре збережене плотно, відсутність ґрунтовки та лаку, спосіб нанесення фарби, дивовижні очі тощо).

### Дослідження полотна
У 1946 році було встановлено, що полотно створено з рослини, яка належить до роду агава. Але, встановити до якого саме виду належить рослина на той час не вдалося. 1975 року мексиканські вчені біохімік, кримінолог, д-р Ернесто Пальярес (Ernesto Sodi Pallares) і д-р Роберто Паласіос (Roberto Palacios Bermúdez) зробили висновок: полотно, на якому зафіксовано образ, виткано з волокон агави виду «Agave popotule. Zacc». Цей матеріал дуже недовговічний. Максимальний термін його існування — 20—30 років. Той факт, що полотно зберігається впродовж уже 480 років без жодних ознак гниття чи розпадання, з наукової точки зору є нез'ясованим. При цьому, перші 100 років образ зберігався взагалі без будь-якого захисного покриття, до тканини торкалися сотні людських рук щодня, в кіптяві сотень свічок, в диму кадил, на нього впливали природні атмосферні процеси. Проте, колір та полотно ікони залишалися у відмінному стані. Більше того, результати досліджень показали, що матеріал, на якому зафіксовано образ Діви Марії, з нез'ясовних причин не припадає пилом, не схильний до впливу вологи, гнильних бактерій і грибків, відлякує комах.

### Дослідження фарби

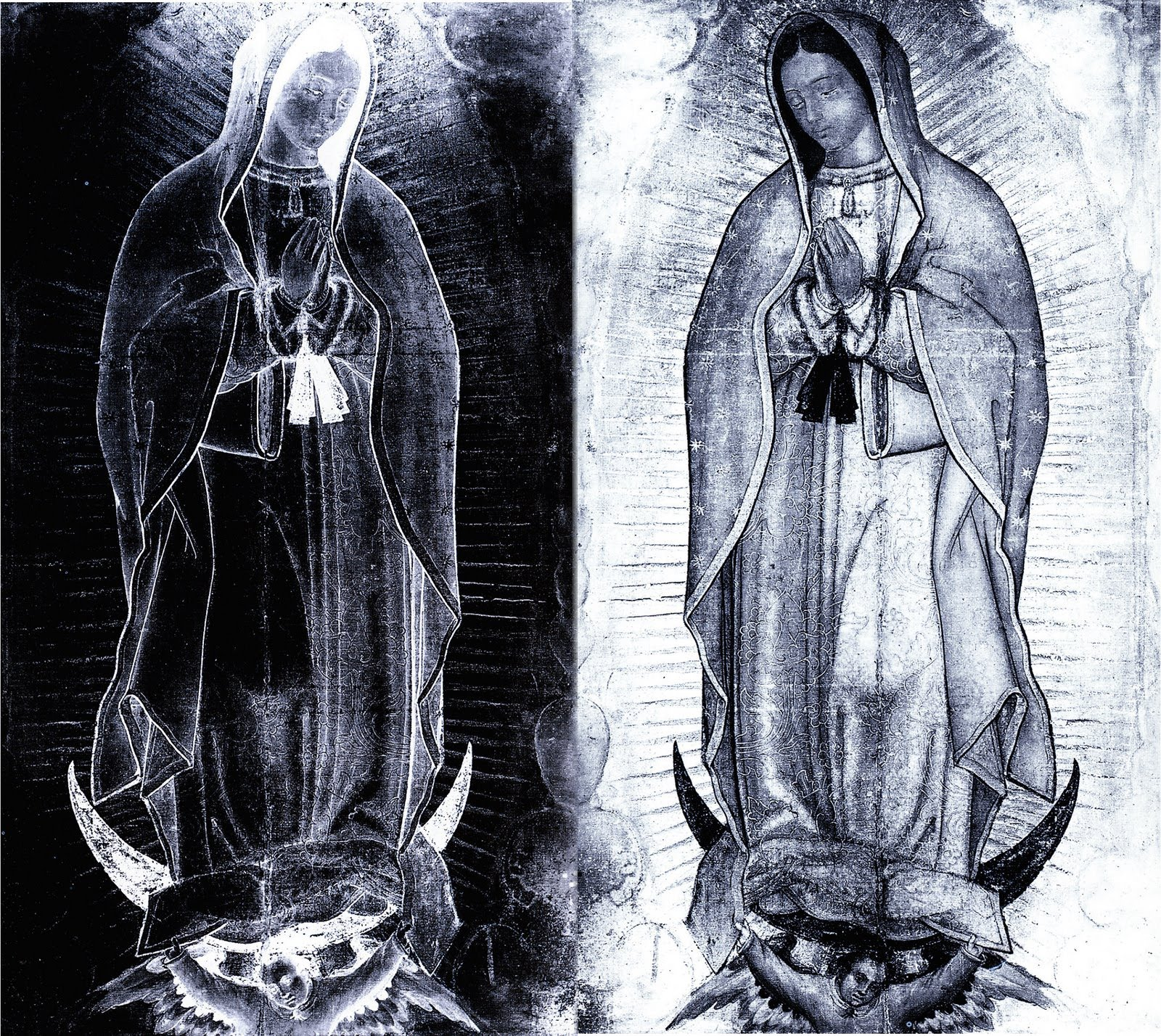
Інфрачервона фотографія ікони Діви Марії Гваделуської (негатив — ліворуч, позитив — праворуч).

У 1936 році дослідження проводив доктор Ріхард Кун (Richard Johann Kuhn), директор Інституту хімії кайзера Вільгельма (нобелівський лауреат з хімії 1938 року). В своє розпорядження він отримав зразки волокон полотна червоного та жовтого кольорів. Вченого вразила відсутність пігментів природного походження — мінерального, тваринного чи рослинного. Синтетичні пігменти теж були відсутні. Кожен відтінок зображення був хімічною сполукою, молекули якої безпосередньо пов'язані з тканиною. Там, де їх не було, не було й кольору, тобто й зображення.
У 1946 році було вперше проведено мікроскопічний аналіз безпосередньо на самому образі. Результати підтвердили висновки Ріхарда Куна. Окрім того, було визначено, що на полотні відсутні сліди ґрунтовки, розмітки, попередніх нарисів, сліди пензля живописця. Повторна експертиза у 1954 році, проведена мексиканським фізиком Francisco Ribera, підтвердила попередні висновки.
У 1964 році дослідження ікони проводили експерти фірми Kodak. Висновок — образ має ознаки, які характерніші для фотографії, тобто процес нанесення фарби на полотно подібний до процесу друкування.
1979 року д-р Філіп Каллаген (Philip Serna Callahan) біофізик та ентомолог з університету штату Флорида (США) та професор філософії та естетики Джоді Сміт (Jody Brant Smith) вивчали образ у інфрачервоних променях. Вони виявили, що при зміні кута спостереження кольори образу змінюються. Це явище знане як іридесценція, воно не може бути відтворене штучним шляхом.

### Дослідження очей Діви Марії[26]
У 1929 році штатний фотограф базиліки Альфонсо Марке (Alfonso Marcué González), вивчаючи негативи ікони Богородиці, виявив в правому оці Діви постать бородатого чоловіка. Він сповістив про своє відкриття адміністрацію базиліки, але йому не повірили і заборонили про це розповідати.
29 травня 1951 року фотограф та графік Хосе Карлос Салінас Чавес (José Carlos Salinas Chávez), вивчаючи фотографії (більш високої якості), підтвердив відкриття Альфонсо Марке. За допомогою збільшувального скла він ясно розрізнив відображення бородатого чоловіка в правому оці і, дещо гірше, в лівому.
Відкриттям зацікавилися офтальмологи і фізики. Групу з 20 фахівців очолив хірург-офтальмолог д-р Хавьєр Торроелья Буено (Javier Torruela Bueno). Вчені досліджували не лише фотографії, але і сам образ. Результати були оголошені 27 березня 1956 року. У своєму звіті дослідники написали, що їм вдалося виявити в очах образу Діви Марії присутність потрійного відображення, характерну для очей будь-якої живої людини (явище Пуркіньє-Сансона — три образи одного об'єкту, на який дивиться людина. Їх можна побачити, дивлячись в очі цієї людини за певних умов. Один знаходиться на поверхні рогівки, другий — на передній частині кришталика і третій — на задній частині кришталика). Ці відображення знаходяться точно там, де їм і належить бути, а деформація цих образів відповідає заломленню рогівки.
У тому ж році хірург-офтальмолог д-р Рафаель Торріха Лавуаньє (Rafael Torrija Lavoignet) досліджував очі Діви Марії офтальмоскопом. Він помітив, що зображення людей з'явилися на рогівці очей саме там, де і повинні були з'явитися відповідно до сприйняття нормального людського ока.
Упродовж останніх тридцяти років дослідженням образу Діви Марії займається перуанський вчений, д-р Хосе Асте Тонсманн (José Aste Tönsmann). У 1979 році, працюючи в Науковому центрі корпорації IBM в Мехіко, він почав досліджувати ікону Діви Марії Гваделупської. Тонсманн уперше застосував метод цифрової обробки зображень.
Зображення Богородиці має розмір 1450 × 580 мм, а зіниці очей — діаметр близько 7 мм. Тонсманн збільшив розмір зіниць в 2500 разів. В правій зіниці ока Діви Марії дослідникові вдалося розпізнати відображення 13 фігур. Усі вони різного розміру, оскільки відобразилися в перспективі — так, немовби зображення було фотографією того, що бачила Діва Марія. Рівень деталізації відображень дозволив Тонсманну ідентифікувати багатьох людей.
Сцена відповідає тому моменту, коли Хуан Дієго розгортав свій плащ перед єпископом та іншими людьми. Окрім Хуана Дієго, в групі фігур дослідник розрізняє сидячого індійця, що здійняв очі до неба — це слуга єпископа. Повненький літній чоловік, що стоїть в профіль, з білою бородою — це єпископ Хуан де Сумаррага (його вигляд дуже схожий на портрет Сумарраги, написаний відомим художником Мігелем Кабрерой). Молодий чоловік, що стоїть поруч із ним — перекладач Хуан Гонсалес. У сцені є присутніми також темношкіра жінка, ймовірно, негритянка-рабиня і чоловік іспанського походження, що з задумливим поглядом погладжує бороду.
Висновок вченого — раціонально неможливо пояснити, яким чином у XVI ст. була створена ікона з такою мірою точності і деталізації.

## Критика нерукотворного образу

### Синкретизм[29]

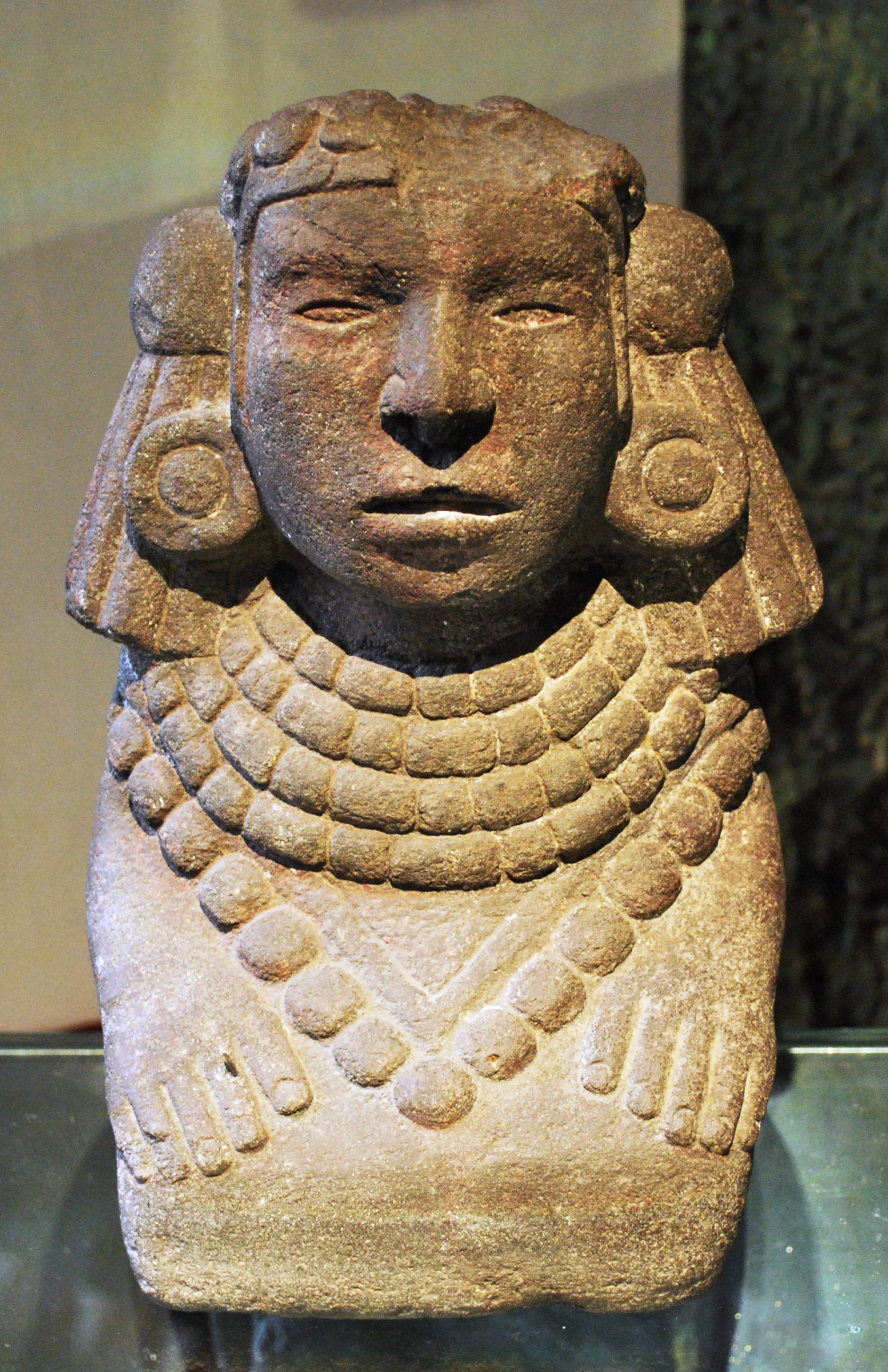
Божество Тонанцін

Критики надприродного походження ікони стверджують, що іспанці використали культ божества Тонанцін для поширення культу Діви Марії Гваделупської з Естремадури. Серед них — мексиканський філолог та історик Joaquín García Icazbalceta, французький історик та антрополог, професор Jacques Lafaye, католицький священик, історик із США, професор Stafford Poole та інші. Це однак не є критикою образа, а ще одним прикладом інкультурації, характерною саме для християнства, коли місцеві обряди, традиції та вірування не знищуються, а всотуються церквою, але при цьому отримують інший сакральний зміст.
На пагорбі Тепейак існував храм богині Тонанцін (Tonāntzin). Після захоплення іспанцями Теночтітлана в 1521 році, храм був зруйнований. На тому місці, після об'явлення Діви Марії, францисканці збудували каплицю, яка згодом була перебудована в Базиліку Діви Марії Гваделупської. Слово Tonāntzin означає «наша шановна мати» і походить від ацтекських слів To — «наша», nāntli — «мати», — tzin — суфікс, що передає ввічливе ставлення. Тонанцін — божество-мати, персоніфікація землі. Їй посвячували горні вершини та пагорби (Тепейак був одним з них). Також, це слово вживалося як загальне ім'я для жіночих божеств. Однією з найбільш відомих іпостасей Тонанцін є божество Сіуакоатль. Сіуакоатль («жінка-змія») — богиня землі, родючості, покровителька пологів та жінок, що помирають при пологах; богиня війни. Згідно з світоглядом ацтеків, Сіуакоатль, бувши божеством родючості, приймала в їжу мертвих, щоб дати прожиток живим. Їй було присвячено найбільше свят в ритуальному році; в Теночтітлані їй кожен день приносили людські жертвоприношення. Крім того, Сіуакоатль була втіленням голоду усіх ацтекських божеств, що потребували жертвопринесень.
Після об'явлення серед індіанців стало поширеним звертатися Тонанцін до Діви Марії Гваделупської. Іспанський місіонер, історик та лінгвіст, францисканець Бернардіно де Саагун у своїй праці «Загальна історія про справи Нової Іспанії» написав:
|                                                                                | Тепер, коли церква Богоматері Гваделупської була побудована, індіанці також називають її Tonantzin, [...] Це зловживання, яке має бути зупинено, оскільки, справжнє ім’я Божої Матері не Tonantzin, а Dios-Nantzin, [...] Індіанці сьогодні, як і в старі часи, приходять здалеку, щоб відвідайте цю Tonantzin. |
| — Бернардіно де Саагу́н “Загальна історія про справи Нової Іспанії”, 1540-1585. | |

### Хуан Дієґо Куаухтлатоатцин

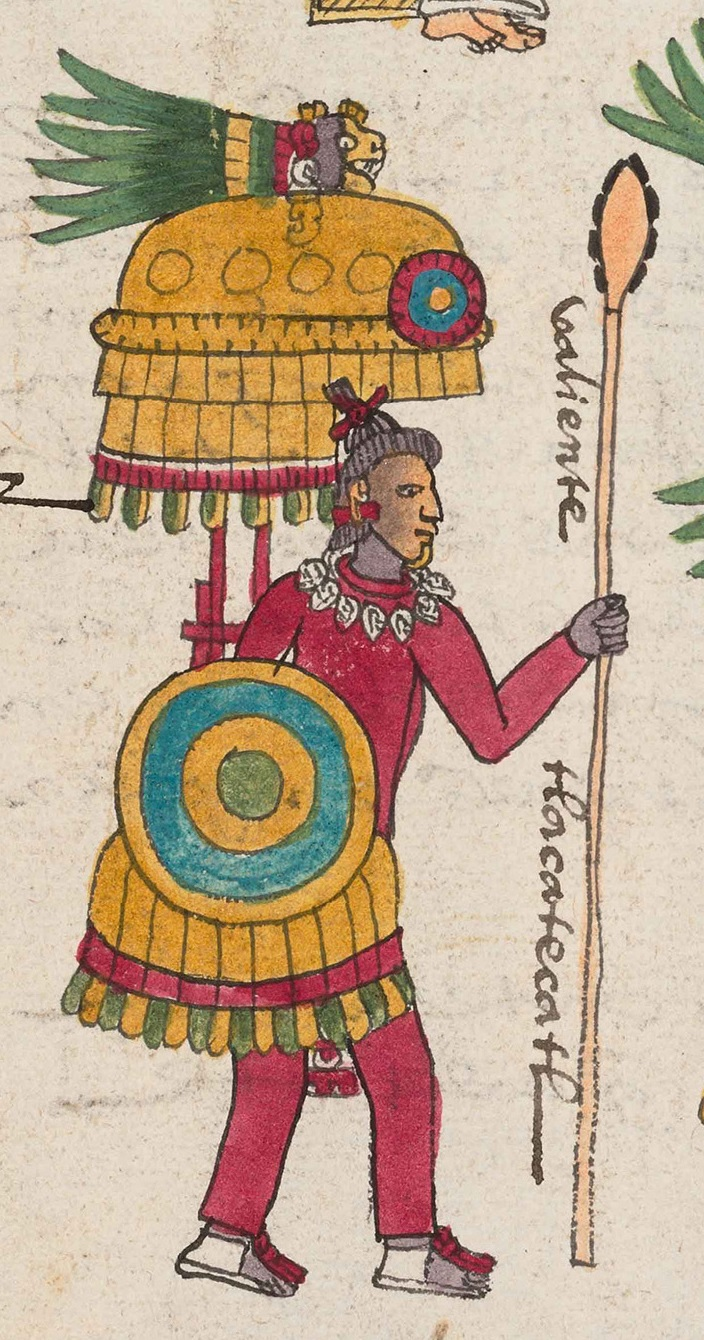
Тлакатеккатль (Кодекс Мендоса), близько 1541 року.

Існує декілька версій стосовно особи Хуана Дієґо:
- Офіційна версія Католицької Церкви говорить, що Хуан Дієґо належав до низького та найчисельнішого суспільного прошарку в Ацтекській імперії — масеуаллі (mācēhualli — ймовірно, назва походить від macehualo — «той, хто працює»). Він володів невеликим будинком та ділянкою землі.[36]

- За іншою версією, Хуан Дієґо був одним з найвпливовіших людей Ацтекської імперії. Він був сином правителя міста Тескоко і мав титул Тлакатеккатль (Tlacateccatl[en] — «той, хто командує воїнами»).[37]

- Хуан Дієґо є символ, а не реальна людина. Дану версію підтримують Stafford Poole, етноісторик та антрополог Louise Burkhart[en], історик David Brading та інші.[38] У 1995 році настоятель Базиліки Діви Марії Гваделупської в Мехіко (з 1963 по 1996 рр.), єзуїт Guillermo Schulenburg Prado[en] дав інтерв'ю журналу Ixtus, де підтримав дану версію та виступив проти канонізації Хуана Дієґо.[39] Схожу думку також висловив секретар Конгрегації в справах святих (з 1990 по 2007 рр.), архієпископ Едвард Новак (Edward Nowak[en]) у телефонному інтерв'ю італійській газеті «IL Tempo» від 29 липня 2002 року.[40]

### Автор
1556 року місцева церковна влада провела одне з перших досліджень стосовно походження ікони та швидкого поширення культу Богородиці Гваделупської (Informacion de 1556). Це питання ще більше загострило відносини між деякими домініканцями та францисканцями в Новій Іспанії. Якщо перші визнавали чудотворне походження образу Діви Марії й підтримували подальше поширення її культу, то другі виступали проти.
8 вересня 1556 року під час проповіді Міністр Провінціальний[уточнити] Francisco de Bustamante сказав, що ікона нещодавно була написана індіанським художником. Інший францисканський священик Juan de Maseques повідомив, що ікона була написана індіанським художником Маркосом (Marcos). Єпископ Хуан де Сумарраґа (який також був францисканцем) жодного разу не згадав про Хуана Дієґо та об'явлення у своїх листах і працях. Більше того, в катехізисі Brief Christian Rule (1547 рік) він написав:
|                                                       | Відкупитель світу не хоче, щоб зараз траплялися чуда, бо вони не потрібні, оскільки наша свята віра міцно заснована на незліченних чудесах Старого та Нового Заповітів. |
| — Хуан де Сумарраґа "Brief Christian Rule", 1547 рік. | |

Скептики припускають, що автором ікони може бути індіанський художник Marcos Griego (в історичних джерелах також є згадки про індіанських художників Marcos de Aquino та Marcos Cípac. Ймовірно, всі троє це одна й та сама людина). Він народився близько 1517 року та навчався в школі San José de Belén de los Naturales. Навчальний заклад був заснований францисканцем Pedro de Gante.

## Заступництво та титули[46]
- Діва Марія Гваделупська є Покровителькою міста По́нсе в Пуерто-Рико з часу його заснування у 1692 році (офіційно проголошено 1757 року).[47]

- За переказами, Діва Марія Гваделупська зупинила смертоносну епідемію, що вирувала в Мехіко в 1736—1737 роках. На знак подяки, 27 квітня 1737 року Папа Римський Климент XII проголосив її Покровителькою Мехіко.

- 25 травня 1754 року Бенедикт XIV проголосив Марію Гваделупську Покровителькою та Захисницею Нової Іспанії.

- 12 жовтня 1895 року Лев XIII коронував Діву Мрію.

- 24 серпня 1910 року Пій X проголосив її Покровителькою Латинської Америки.

- 16 липня 1935 року Пій XI проголосив Діву Марію Гваделупську Покровителькою Філіппін.[48]

- У 1945 році Пій XII присвоїв Богородиці титул Королева Мексики та Імператриця Америки.

- У 1946 році Пій XII проголосив її Покровителькою Америки.

- У 1951 році Пій XII проголосив Діву Марію Гваделупську Покровителькою студентів Перу.

- 1961 року Іван XXIII у молитві звертався до Марії «Мати Америки» («Мати та Вчителька Віри для всіх міст Америки»)

- 22 січня 1999 року Іван-Павло II проголосив її Святою Покровителькою всіх людей Америки та Зіркою євангелізації.

- Діва Марія Гваделупська є Покровителькою та Захисницею ненароджених дітей. Її образ часто використовують прихильники руху «За Життя» у своїй діяльності щодо заборони абортів.[49]

## Цікаві факти
- Плащ (tilma[en]), на якому зображена ікона, має розмір 1700 × 1050 мм і складається з двох однакових частин грубого полотна, зшитих ниткою. Нитка зроблена з того самого матеріалу, що і полотно. Шов чітко простежується по центру ікони.
- В основі побудови образу Марії Гваделупської закладено пропорції золотого перетину.[50]
- У 1791 році ювелір, який працював в храмі, випадково вилив на праву верхню частину ікони кислоту, що викликало пошкодження полотна. Впродовж місяця образ відновився без жодної реставрації.[51]
- 14 листопада 1921 року іспанський анархіст Luciano Perez Carpio поклав квіти з вибухівкою до ікони. Вибух зруйнував мармурові сходи головного вівтаря, вибив вікна сусідніх будинків і зігнув латунне розп'яття, але образ жодним чином не постраждав. Лише в 1993 році ікону Богородиці захистили куленепробивним склом.[52]
- 24 квітня 2007 року в Мехіко були легалізовані аборти до 12-го тижня вагітності.[53] В цей час, образ в районі лона Діви Марії почав зникати, натомість виступило світло, що не було ні відображенням, ні артефактом. Світло утворило форму схожу на людській ембріон.[54]

## Відео
- Virgen de Guadalupe entre la Ciencia y la Fe 1/5 [Архівовано 12 грудня 2011 у Wayback Machine.](ісп.)
- Virgen de Guadalupe entre la Ciencia y la Fe 2/5 [Архівовано 3 січня 2016 у Wayback Machine.](ісп.)
- Virgen de Guadalupe entre la Ciencia y la Fe 3/5 [Архівовано 2 січня 2016 у Wayback Machine.](ісп.)
- Virgen de Guadalupe entre la Ciencia y la Fe 4/5 [Архівовано 19 лютого 2014 у Wayback Machine.](ісп.)
- Virgen de Guadalupe entre la Ciencia y la Fe 5/5 [Архівовано 28 грудня 2015 у Wayback Machine.](ісп.)
- El Misterio de los ojos de la Virgen de Guadalupe [Архівовано 28 грудня 2011 у Wayback Machine.](ісп.)
- El Misterio de los ojos de la Virgen de Guadalupe 2 [Архівовано 24 березня 2013 у Wayback Machine.](ісп.)
- El Misterio de las estrellas del Manto de la Virgen de Guadalupe [Архівовано 23 грудня 2011 у Wayback Machine.](ісп.)
- Codice Guadalupano nuevos descubrimientos [Архівовано 27 грудня 2015 у Wayback Machine.](ісп.)
- The Amazing and Miraculous Image of Our Lady of Guadalupe (full length) [Архівовано 11 квітня 2021 у Wayback Machine.](англ.)
- Our Lady of Guadalupe part 1/3 [Архівовано 30 липня 2012 у Wayback Machine.](англ.)
- Our Lady of Guadalupe part 2/3 [Архівовано 30 липня 2012 у Wayback Machine.](англ.)
- Our Lady of Guadalupe part 3/3 [Архівовано 30 липня 2012 у Wayback Machine.](англ.)
- Guadalupe Tilma Mayan 2012 Fatima (small file) [Архівовано 2 січня 2016 у Wayback Machine.](англ.)

### Іспанською мовою
- Badde, Paul. La morenita. — México: Ed. Buena Prensa, 2006.
- Benitez J. J. El Misterio de La Virgen de Guadalupe. [Архівовано 24 липня 2010 у Wayback Machine.] — Barcelona: Ed. Planeta, 2007.
- Campa Mendoza. La literatura náhuatl guadalupana en Nican Mopohua. — Durango: Ed. Instituto tecnológico de Durango, 2007.
- Chávez, Eduardo. La verdad de Guadalupe. — México: Ediciones Ruz, 2009.
- Escalada, Xavier. Enciclopedia guadalupana (5 tomos). — México: Enciclopedia Guadalupana AC.
- Escalada, Xavier. Juan Diego, escalerilla de tablas. — México: Enciclopedia Guadalupana, 2002.
- Estrada de Torres, Cristina. México, ayate de la Virgen de Guadalupe. — México: Ed. Buena prensa, 2004.
- Gruzinsky, Serge. La guerra de la imágenes. De Cristóbal Colón a «Blade Runner». — México: Fondo de Cultura Económica, 1994.
- Fernando Lugo Serrano. Guadalupe y Juan Diego. — Guadalajara, 2002.
- Francisco de Florencia. Estrella del norte de México. — Barcelona: Ed. Antonio Velásquez, 1741.
- León-Portilla, Miguel. Tonantzín Guadalupe, Pensamiento náhuatl y mensaje cristiano en el «Nican mopohua». — México: Fondo de Cultura Económica, 2000.
- Primo Feliciano Velásquez, Clodomiro Siller. Historia de las apariciones de Santa María de Guadalupe. — México, 1981.
- Reza Heredia Alejandro. La guadalupana, ¿fantasía o realidad? — México: Ed. Buena Prensa, 2006.
- Rivera Carrera Norberto. Juan Diego, el águila que habla. — México: Ed. Plaza Janes, 2002.
- Roberto Robles Nieto. Juan Diego. — Ed. Católicos de Guadalajara, 2002.
- Romero Salinas Joel. La Virgen de Guadalupe, ¿legado divino opintura humana? — México: Ed. San Pablo, 2005.
- Salinas Carlos. Descubrimiento de un busto humano en los ojos dela Virgen de Guadalupe. — México: Ed. Tradición, 1989.
- Tönsmann José Aste. El secreto de sus ojos. — Lima: Ed. Tercer milenio, 1998.
- Varios. El encuentro de la Virgen de Guadalupe y Juan Diego. — México: Ed. Porrúa, 1999.
- Velázquez, Primo Feliciano. La aparición de Santa María de Guadalupe. — México: Jus, 1931.

### Англійською мовою
- A Handbook on Guadalupe. For All Americans — A Pledge of Hope. — Kenosha, Wisconsin: Franciscan Marytown Press, 1974.
- Amatora, Mary, O.S.F. The Queen's Portrait: The Story of Guadalupe. — Fresno, California: Academy Guild Press, 1961.
- Behrens, Helen. America's Treasure: The Virgin Mary of Guadalupe. — Mexico, 1964.
- Brading, D. A. Mexican Phoenix: Our Lady of Guadalupe — Image and Tradition Across Five Centuries. [Архівовано 23 листопада 2011 у Wayback Machine.] — Cambridge, United Kingdom: Cambridge University Press, 2002.
- Budnik, Mary Ann. The Beautiful Lady of Tepeyac Hill // Ligourian. — 77:19-23, December, 1989.
- Burrus, Ernest J., S.J. A Major Guadalupan Question Resolved: Did General Scott Seize the Valeriano Account of the Guadalupan Apparitions? — Washington: CARA, 1979.
- Burrus, Ernest J., S.J. Juan Diego and Other Native Benefactors in the Light of Boturini's Research. — Washington: CARA, 1984.
- Callahan, Philip S. The Tilma Under Infrared Radiation. — Washington: CARA, 1981.
- Campbell, Ena. (Ed. James J. Preston.) The Virgin of Guadalupe and the Female Self-Image, 5-24, Mother Worship. — Chapel Hill: University of North Carolina Press, 1982.
- Carroll, Warren H. Our Lady of Guadalupe and the Conquest of Darkness. — Front Royal, Virginia: Christendom Publications, 1983.
- Cawley, Martinus. Anthology of Early Guadalupan Literature. — Washington: CARA, 1984.
- Cawley, Martinus. Guadalupe: From the Aztec Language. — Washington: CARA, 1983.
- Chauvet, Fidel de Jesus, O.F.M. The Tradition of Guadalupe // The Marian Era. — 11 (1973), pp. 54-56, 142—147.
- Chávez, Eduardo. Our Lady of Guadalupe and Saint Juan Diego: the historical evidence. — Lanham, Maryland (USA): Rowman & Littlefield, 2006.
- Craig R. Prentiss. Religion and the creation of race and ethnicity: an introduction. — New York: NYU Press, 2003.
- Cunningham, Agnes. The Significance of Mary. — Chicago: The Thomas More Press, 1988.
- Delaney, John J. (ed.) A Woman Clothed with the Sun (Eight Great Appearances of Our Lady in Modern Times). — Garden City, N.Y.: Hanover House, 1960.
- Demarest, Donald and Coley Taylor. The Dark Virgin: The Book of Our Lady of Guadalupe. — Freeport, Maine: Coley Taylor, Inc., 1956.
- Diaz, Vicente. New Revelations from the Cloak of Juan Diego // Columbia. — 65:8-15, December, 1985.
- Dooley, L. M., S.V.D. That Motherly Mother of Guadalupe. — Boston: St. Paul Editions, 1962.
- Eliot, Ethel C. Roses for Mexico. — N.Y.: The Macmillan Company, 1946.
- Hall, Linda Biesele. Mary, mother and warrior: the Virgin in Spain and the Americas. — Austin, Texas (USA): University of Texas Press, 2004.
- Henderson, G. G., S.J. The Apparitions of Our Lady of Guadalupe: The Image, the Origin of the Pilgrimage // Marian Studies. — Vol. XXXIV, 1983.
- Johnston, Francis. The Wonder of Guadalupe. — Rockford, Illinois: Tan Books and Publishers, Inc., 1981.
- Johnson, Maxwell E. American Magnificat: Protestants on Mary of Guadalupe. [Архівовано 10 березня 2016 у Wayback Machine.] — Collegeville, Minnesota (USA): Liturgical Press, 2010.
- Johnson, Maxwell E. The Virgin of Guadalupe: theological reflections of an Anglo-Lutheran liturgist. [Архівовано 9 березня 2016 у Wayback Machine.] — Lanham, Maryland (USA): Rowman & Littlefield, 2002.
- Keyes, Frances Parkinson. The Grace of Guadalupe. — N.Y.: Julian Messner, Inc., 1941.
- Lambek, Michael. A reader in the anthropology of religion. [Архівовано 13 березня 2016 у Wayback Machine.] — Malden, MA (USA): Wiley-Blackwell, 2002.
- Lampe, Philip E. Our Lady of Guadalupe: The Ethnic Madonna // Homiletic and Pastoral Review. — 83:56-60, June, 1983.
- Leatham, Miguel. Indigenista Hermeneutics and the Historical Meaning of Our Lady of Guadalupe of Mexico. [Архівовано 8 вересня 2013 у Wayback Machine.] — Mexico: University of New Mexico, 1989.
- Lee, George, C.S.Sp. Our Lady of Guadalupe: Patroness of the Americas. — N.Y.: Catholic Book Publishing Co., 1947.
- Leies, Herbert F., S.M. Mother for a New World: Our Lady of Guadalupe. — Westminster, Maryland: Newman Press, 1964.
- Marti, Samuel. The Virgin of Guadalupe and Juan Diego (Historical Guide to Guadalupe). — Mexico: Euroamericanas, 1973.
- Narbutas, Titas. Marian Shrines of the Americas. — N.Y.: Vantage Press, 1968.
- Parish, Helen Rand. Our Lady of Guadalupe. — N.Y.: Viking Press, 1955.
- Picón-Salas, Mariano. A cultural history of Spanish America: from conquest to independence. — Berkeley, Los Angeles, London: University of California Press, 1962.
- Rahm, Harold J., S.J. Am I Not Here. Mother of the Americas: Our Lady of Guadalupe. — Washington, N.J.: Ave Maria Institute, 1962.
- Rodríguez, Jeanette. Our Lady of Guadalupe: faith and empowerment among Mexican-American women. [Архівовано 10 березня 2016 у Wayback Machine.] — Austin, Texas (USA): University of Texas Press, 2001.
- Smith, Jody Brant. The image of Guadalupe. — Macon, Georgia (USA): Mercer University Press, 1994.
- Stafford Poole. The Guadalupan controversies in Mexico. — Stanford, California: Stanford University Press, 2006.
- Turner Victor, Turner Edith. Image and Pilgrimage in Christian Culture. [Архівовано 12 березня 2016 у Wayback Machine.] — New York: Columbia University Press, 2011.
- Watson, Simone, O.S.B. The Cult of Our Lady of Guadalupe: A Historical Study. — Collegeville, Minnesota: Liturgical Press, 1964.
- Wintz, Jack, O.F.M. Why Everyone Comes to Guadalupe // St. Anthony Messenger. — 92:24-33, December, 1984.